# Schieß-Europameisterschaften 300 Meter 1995
Die 9. ESC Schieß-Europameisterschaften 300 Meter 1995, fanden 1995 in Boden, Schweden für die Disziplin Gewehr auf die 300-Meter-Distanz statt.

## Ergebnisse

### Männer
| Wettbewerb                                 | Gold                                                      | Gold | Silber                                                 | Silber | Bronze                                                 | Bronze |
| ------------------------------------------ | --------------------------------------------------------- | ---- | ------------------------------------------------------ | ------ | ------------------------------------------------------ | ------ |
| 300 m Gewehr Dreistellungskampf            | Petr Kůrka                                                | -    | Tapio Säynevirta                                       | -      | Rajmond Debevec                                        | -      |
| 300 m Gewehr Dreistellungskampf Mannschaft | TschechienPetr Kůrka Dalimil Nejezchleba Milan Mach       | -    | NorwegenHarald Stenvaag Espen Berg-Knutsen Trond Kjøll | -      | FinnlandTapio Säynevirta Ralf Westerlund Jukka Salonen | -      |
| 300 m Gewehr liegend                       | Bernd Rücker                                              | -    | Jukka Salonen                                          | -      | Tapio Säynevirta                                       | -      |
| 300 m Gewehr liegend Mannschaft            | DeutschlandBernd Rücker Friedel Roggendorf Florian Hasler | -    | FinnlandKalle Leskinen Tapio Säynevirta Jukka Salonen  | -      | NorwegenJoern Dalen Espen Berg-Knutsen Harald Stenvaag | -      |
| 300 m Standardgewehr                       | Roger Chassat                                             | -    | Norbert Sturny                                         | -      | Mikael Larsson                                         | -      |
| 300 m Standardgewehr Mannschaft            | SchweizNorbert Sturny Beat Stadler Olivier Cottagnoud     | -    | NorwegenLars Nygaard Espen Berg-Knutsen Joern Dalen    | -      | FinnlandKalle Leskinen Tapio Säynevirta Jukka Salonen  | -      |

## Medaillenspiegel
| Platz  | Land        | Gold | Silber | Bronze | Gesamt |
| ------ | ----------- | ---- | ------ | ------ | ------ |
| 01     | Tschechien  | 2    | —      | —      | 2      |
| 01     | Deutschland | 2    | —      | —      | 2      |
| 03     | Schweiz     | 1    | 1      | —      | 2      |
| 04     | Frankreich  | 1    | —      | —      | 1      |
| 05     | Finnland    | —    | 3      | 3      | 6      |
| 06     | Norwegen    | —    | 2      | 1      | 3      |
| 07     | Schweden    | —    | —      | 1      | 1      |
| 07     | Slowenien   | —    | —      | 1      | 1      |
| Gesamt | Gesamt      | 6    | 6      | 6      | 18     |